# توماس والكر
توماس والكر (بالألمانية: Thomas Leonard Walker) (و. 1867 – 1942 م) هو أستاذ جامعي، من كندا، ولد في برامبتون، توفي في تورونتو، عن عمر يناهز 75 عاماً.